# Vanessa Bruno
Vanessa Bruno je francouzská módní návrhářka, která založila módní dům pojmenovaný podle sebe.

## Životopis
Vanessa Bruno se narodila francouzskému otci a dánské matce. Pracovala jako modelka, zpěvačka a herečka. Ve věku 15 let odjela do Kanady, kde začala pracovat jako manekýnka a v Montrealu studovala návrhářství.
V roce 1996 založila svou vlastní značku a začala kariéru jako módní návrhářka v Paříži. V roce 2011 spolupracovala s módním domem La Redoute a rovněž zahájila prodej své první vůně ve spolupráci s firmou Biotherm patřící do skupiny L'Oréal. V roce 2010 otevřela svůj butik v Los Angeles.